# Kość księżycowata

Kość księżycowata

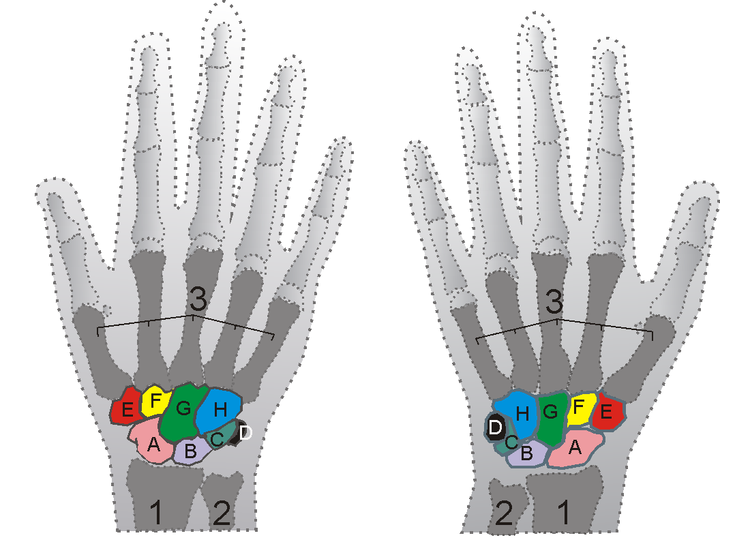
Kości nadgarstka: A – kość łódeczkowata, B – kość księżycowata, C – kość trójgraniasta, D – kość grochowata, E – kość czworoboczna większa, F – kość czworoboczna mniejsza, G – kość główkowata, H – kość haczykowata

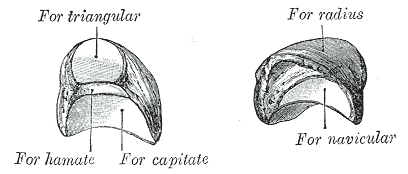
kość księżycowata

Kość księżycowata, kość półksiężycowata (łac. os lunatum) – jedna z ośmiu kości nadgarstka człowieka, leżąca w szeregu bliższym, pomiędzy kością trójgraniastą a kością łódeczkowatą. Ma kształt półksiężyca i jak inne kości nadgarstka (z wyjątkiem kości grochowatej) jest nieregularnie sześcienna, ma sześć powierzchni. Powierzchnia bliższa (górna), gładka i wypukła, łączy się za pomocą stawu z dolnym odcinkiem kości promieniowej i krążkiem stawowym połączenia promieniowo-nadgarstkowego. Silnie wklęsła powierzchnia dalsza (dolna) łączy się z kością haczykowatą i głową kości główkowatej. Do chropowatych powierzchni dłoniowej i grzbietowej przyczepiają się więzadła. Powierzchnie łokciowa i promieniowa są małe i równe; ta pierwsza łączy się z kością trójgraniastą, a druga z kością łódeczkowatą.